# 다나에의 사랑
다나에의 사랑(독일어: Die Liebe der Danae)은 리하르트 슈트라우스가 작곡한 오페라이다.

## 악기편성
피콜로, 플루트3 (3번은 피콜로 겸함), 오보에3, 잉글리시 호른, E조 클라리넷, 클라리넷2, 바셋호른, 베이스 클라리넷, 바순3, 콘트라바순, 호른6, 트럼펫4, 트롬본4, 튜바, 팀파니 글로켄슈필, 탬버린, 트라이앵글, 심벌즈, 큰북, 작은북, 탐탐, 하프2, 첼레스타, 피아노, 현 5부 (16, 16, 12, 10, 8)